# Coliridianos
Las coliridianas (del latín collyris 'bollo, pan, torta') fueron una secta religiosa gnóstica de origen cristiano del siglo IV, integrada fundamentalmente por mujeres de origen tracio o escita que daban a la Virgen María culto como si de una diosa se tratase. Se ubicaban en Arabia, además de admitir sacerdotisas. Es asociada con el culto a Astarté, diosa fenicia, muy extendido en la zona, y a la cual se le ofrecían, además de otras ofrendas, panes por las mujeres.[cita requerida]

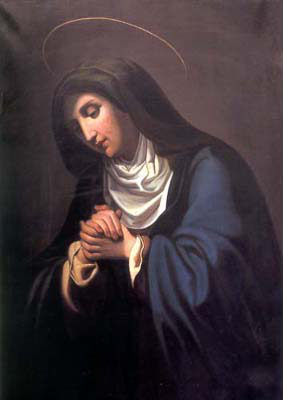
The_Mourning_Virgin_Daoud_Corm

## Doctrina
San Epifanio hace mención de ellas, diciendo que las mujeres de Arabia se reunían en un día determinado para tributar a la Virgen; un «culto insensato» que consistía principalmente en el ofrecimiento de una torta que después ellas se comían.

Pues ciertas mujeres decoran una silla de barbero o un asiento cuadrado, extienden un paño sobre él, colocan pan y lo ofrecen en nombre de María en un determinado día del año, y todas participan del pan, como ya traté parcialmente en mi misma carta a Arabia. Ahora, sin embargo, hablaré claramente de ello y, con la oración a Dios, daré las mejores refutaciones que pueda, para arrancar las raíces de esta secta idólatra y, con la ayuda de Dios, poder curar a ciertas personas de esta locura.(…)

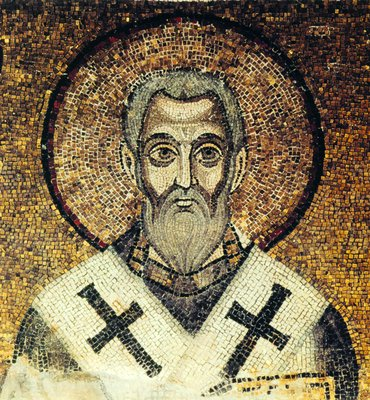
Epifanio de Salamina

Epifanio, comparó sus prácticas con las descritas en Jeremías, parafraseando: 

Pero de nuevo, estas mujeres están "renovando la poción para Fortuna y preparando la mesa para el demonio y no para Dios, como dice la escritura. Y beben bebidas impías como dice la palabra de Dios: "Y las mujeres muelen harina, y sus hijos recogen leña para hacer tortas para el ejército del cielo." Tales mujeres deben ser silenciadas por Jeremías, y no asustar al mundo. No deben decir: "Honramos a la reina del cielo". 

«Los hijos recogen la leña, los padres encienden el fuego, las mujeres preparan la masa para hacer tortas a la reina del cielo, y derraman libaciones a otros dioses para ofenderme.» - Jeremías 7:18 
«En cuanto al mensaje que nos has hablado en el nombre del SEÑOR, no vamos a escucharte, sino que ciertamente cumpliremos toda palabra que ha salido de nuestra boca, y quemaremos sacrificios a la reina del cielo, derramándole libaciones, como hacíamos nosotros, nuestros padres, nuestros reyes y nuestros príncipes en las ciudades de Judá y en las calles de Jerusalén. Entonces teníamos bastante alimento, prosperábamos y no veíamos mal alguno. Pero desde que dejamos de quemar sacrificios a la reina del cielo y derramarle libaciones, carecemos de todo, y por la espada y por el hambre hemos sido acabados. Y, dijeron las mujeres, cuando nosotras quemábamos sacrificios a la reina del cielo y le derramábamos libaciones, ¿acaso sin saberlo nuestros maridos le hacíamos tortas en su imagen y le derramábamos libaciones?» - Jeremías 44:16-19 

«Así dice el SEÑOR de los ejércitos, el Dios de Israel: "Vosotros y vuestras mujeres habéis hablado con vuestra boca y lo habéis realizado con vuestras manos, diciendo: 'Ciertamente cumpliremos los votos que hemos hecho de quemar sacrificios a la reina del cielo y de derramarle libaciones.' ¡Id a cumplir vuestros votos! ¡Poned por obra vuestros votos!"» - Jeremías 44:25

La profesora Naomi Janowitz, en Envy of Maternal Functions in Sacrifice Rituals, sugiere una conexión entre las prácticas coliridianas y el postre asquenazí Hamantash.
Basnage, en su Historia de la Iglesia, trató esta herejía, inclinándose a pensar que la adoración se hacía en términos de «honrar, manifestar respeto», y no como San Epifanio la veía. A tal efecto enumera los distintos tipos de adoraciones que son posibles, donde incluye la de Dios, y luego como cultos inferiores y subordinados a los ángeles y a la misma Virgen María u otras personas vivientes. Cuando la Iglesia consideró la adoración como un culto supremo, establecieron que esta sólo era posible en Dios, y que a los demás se les «honra», mas no adora.
Abate Bergier, en su Diccionario enciclopédico de Teología afirmó que:

Si las mujeres de la Arabia no hubieran ofrecido aquellas tortas a la Santísima Virgen sino para suplicarle que diese a Dios las gracias porque se digna alimentar a los hombres, semejante práctica hubiera sido bien inocente, pues por ella solo hubieran reconocido en María un poder de intercesión. Mas si se las ofrecían persuadidas de que la Madre de Dios es la que, por su propio poder, alimenta a los hombres, y con intención de pedirle la continuación de este beneficio, entonces sería supersticioso e idolátrico semejante culto, como procedente del mismo motivo, porque los paganos hacían ofrendas a sus dioses

## Historicidad
Aunque los estudiosos feministas y marianos han querido sacar mucho partido de esta afirmación, Epifanio es el único heresiólogo primitivo que nombra a los coliridianos, y las referencias posteriores parecen derivar de él, más que tener un valor independiente.
El historiador Geoffrey Ashe afirmó que los coliridianos probablemente fueron la punta de una Iglesia mariana muy extendida que coexistió con la Iglesia oficial durante los cuatro primeros siglos de la era cristiana. Sin embargo, ser ignorada por autores que comentaron sobre las primeras herejías aparte de Epifanio de Salamina hace bastante implausible este hecho.  
A pesar de todo esto, Michael Carrol, en The cult of the Virgin Mary; pycological origins, hace una observación sobre la posible relación de esta secta con los montanistas, también llamados «pepuzianos», ya que también admitían sacerdotisas, incluso en obispados. Pese a que no existe registro de que ellos practicaran la adoración mariana, múltiples características ideológicas similares son compartidas.  
En primer lugar, Virgen parece haber sido un rango formal entre los pepuzianos y fue un título ostentado tanto por Priscila como por Maximila. En segundo lugar, Pepuza fue identificada como la Nueva Jerusalén porque fue en dicha ciudad donde Cristo se apareció a Priscila en sueños en la forma de mujer. Además, sabemos que durante sus ceremonias los pepuzanos rezaban a Eva, ampliamente considerada en la Iglesia oriental como la precursora de María. Finalmente, Eusebio menciona a Debeltum y Anchialus (ciudades de Tracia) como zonas activas en las cuales Priscila profetizaba. 
Una de las ventajas de identificar a los coliridianos como derivados de la tradición montanista es que nos permite explicar la ausencia de referencias anteriores a estos.